# Lentulidae
Lentulidae är en familj av insekter. Lentulidae ingår i överfamiljen Acridoidea, ordningen hopprätvingar, klassen egentliga insekter, fylumet leddjur och riket djur. Enligt Catalogue of Life omfattar familjen Lentulidae 92 arter. 

## Bildgalleri

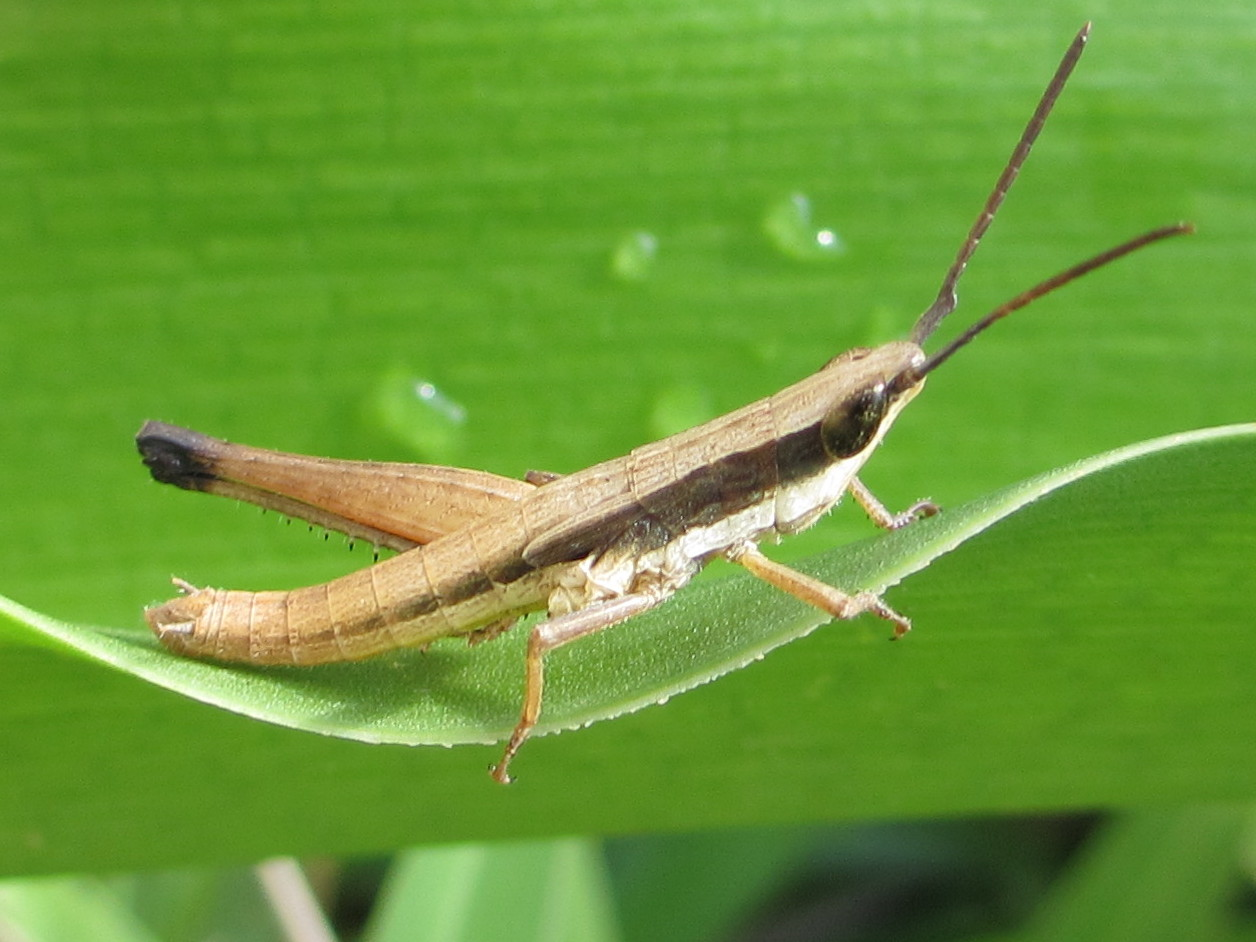
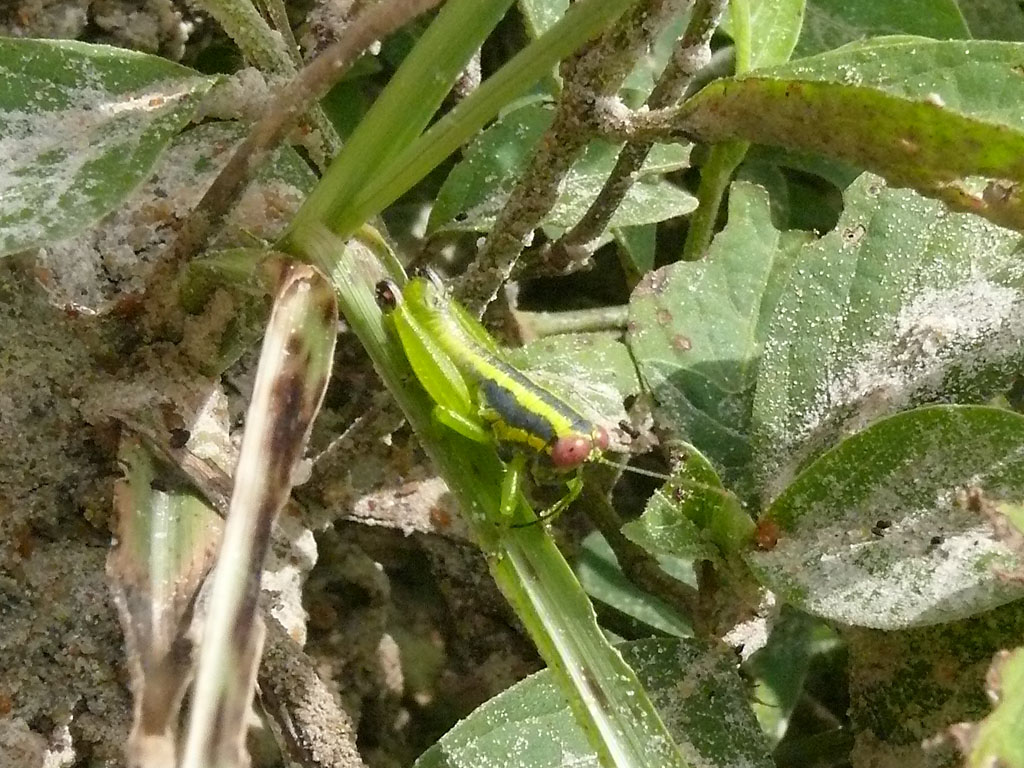
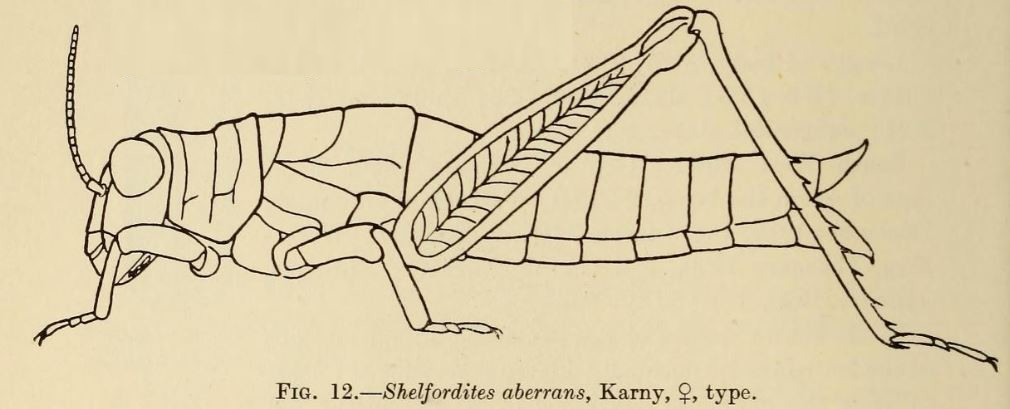

## Dottertaxa till Lentulidae, i alfabetisk ordning[1]
- Afrotettix
- Altiusambilla
- Atopotettix
- Bacteracris
- Basutacris
- Betiscoides
- Calviniacris
- Chromousambilla
- Devylderia
- Dirshidium
- Eremidium
- Gymnidium
- Helwigacris
- Kalaharicus
- Karruacris
- Karruia
- Leatettix
- Lentula
- Malawia
- Mecostiboides
- Mecostibus
- Microusambilla
- Namatettix
- Nyassacris
- Occidentula
- Paralentula
- Qachasia
- Rhainopomma
- Shelfordites
- Swaziacris
- Usambilla